# Королевская инженерная школа в Мезьере
Мезье́рская инжене́рная шко́ла — военно-учебное заведение Франции. 

## История
Основана в 1748 году в Мезьере по предложению графа Д’Аржансона для подготовки военных инженеров. Послужила образцом для учреждённой в Париже политехнической школы. Ежегодно в школу принималось по 20 человек после строгого проверочного экзамена по математике и механике; курс обучения был 2-годичным. В 1794 году школа была переведена в Мец. 
После смерти в 1752 году известного французского инженера Кормонтаня некоторые из профессоров Мезьерской инженерной школы предложили усовершенствования в его системе бастионного фронта, получившие название системы Мезьерской инженерной школы; в этой системе фланки перпендикулярны оборонительной линии, выпуск равелина увеличен против Кормонтаня, a заложение уменьшено; под кавальерами и фланками редюита равелина имеются казематы; y подошвы гласиса перед бастионами расположены люнеты.

## Известные выпускники
- 1750: Дюбюа, Пьер Луи (1734—1809) — французский инженер—гидравлик, один из создателей гидромеханики.
- 1755: Арсон, Жан-Клод Элеонор Ле Мишо д’ (1733—1800) — французский генерал, инженер и член Сената.
- 1759: Борда, Жан-Шарль де (1733—1799) — французский математик, физик, геодезист, инженер, политолог и морской офицер. Автор доказательства теоремы в гидравлике об ударе струи жидкости или газа, носящей его имя — Теорема Борда.
- 1761: Кулон, Шарль Огюстен де (1736—1806) — французский военный инженер и учёный-физик, исследователь электромагнитных и механических явлений; член Парижской Академии наук. Его именем названы единица электрического заряда и закон взаимодействия электрических зарядов.
- 1766: Бертье, Луи Александр (1753—1815) — маршал Франции, военный министр и начальник штаба Наполеона I.
- 1767: Монж, Гаспар (1746—1818) — французский математик, геометр, государственный деятель, морской министр Франции.
- 1769: Дежан, Жан Франсуа Эме (1749—1824) — французский генерал и государственный деятель.
- 1771: Карно, Лазар (1753—1823) — французский государственный и военный деятель, инженер и учёный, предложивший название «Комплексное число».
- 1774: Мёнье де ла Плас, Жан Батист (1754—1793) — французский математик, дивизионный генерал. Считается изобретателем дирижабля.
- 1777: Каффарелли дю Фальга, Луи Мари Максимильен де (1756—1799) — французский генерал, начальник инженеров французской армии в Египте.
- 1778: Шасслу-Лоба, Франсуа (1754—1833) — французский военный инженер, генерал.
- 1780: Гэ де Вернон, Симон Франсуа (1760—1822) — французский бригадный генерал, педагог, профессор фортификации Политехнической школе в Париже.
- 1784: Приёр, Клод-Антуан (1763—1832) — политический и государственный деятель периода Великой французской революции.
- 1784: Мареско, Арман Самюэль де (1758—1832) — первый генеральный инспектор инженеров, дивизионный генерал.
- 1793: Малюс, Этьенн Луи (1775—1812) — французский инженер, физик и математик.

Школу также окончили:
- Дод де ла Брюнери, Гийом (1775—1857) — виконт, маршал Франции, французский военный инженер.
- Руже де Лиль, Клод Жозеф (1760—1836) — французский поэт и композитор, в 1792 году написавший слова и музыку для революционного гимна «Марсельеза».
- Сеновер, Степан Игнатьевич (1753—1831) — директор Института Корпуса инженеров путей сообщения в России.